# Запис Петровића орах (Шавац)
Запис Петровића орах (Шавац) се налази на парцели чији је власник Петровић Томислав.

## Локација
| Општина             | Параћин                                                                     |
| Катастарска општина | Шавац                                                                       |
| Потес               | Ситнаре                                                                     |
| Координате          | 43° 51′ 01″ С; 21° 22′ 11″ И / 43.850299999999997° С; 21.369800000000001° И |
| Надморска висина    | 123m                                                                        |

## Карактеристике
Дендрометријске вредности утврђене на терену и сателитским снимцима:
| Стабло                     | Орах |
| Висина стабла              | m    |
| Обим дебла                 | m    |
| Пречник крошње             | 14m  |
| Пречник дебла              | m    |
| Висина дебла до прве гране | m    |

## База записа
Запис је у оквиру Викимедија пројекта "Запис - Свето дрво" заведен под редним бројем 0053.